# Burdunelo
Burdunelo (en latín, Burdunellus, que significa "pequeña mula", posiblemente un apodo) fue un usurpador romano que, a finales del siglo V, se rebeló contra el reino visigodo de Tolosa. 

## Historia
Se le conoce tan solo por una breve mención en las Consularia Caesaraugustana (antes denominadas Chronica Caesaragustana), que indica que en el año 496 "surgió un tirano en Hispania"; una frase que, en la terminología política de la época y considerando la naturaleza de la fuente, tiene que significar un intento de reclamar la dignidad y la autoridad imperial. Fue finalmente abandonado por sus propios seguidores, quienes le enviaron a Tolosa, donde fue quemado en el interior de un toro de bronce. La ubicación de la pequeña tiranía de Burdunelo es desconocida, pero probablemente se ubicaba en el valle del Ebro alrededor de Caesaraugusta.